# Chocholná-Velčice
Chocholná - Velčice (hongrois : Tarajosvelcsőc) est un village de Slovaquie situé dans la région de Trenčín.

## Histoire
La première mention écrite du village date de 1345.

## Démographie

### Évolution de la population
| Année:               | 1994. | 2004.   | 2014.   | 2024.   |
| -------------------- | ----- | ------- | ------- | ------- |
| Nombre de personnes: | 1603  | 1695    | 1701    | 1666    |
| Différence:          |       | +5,73 % | +0,35 % | -2,05 % |

| Année:               | 2023. | 2024.   |
| -------------------- | ----- | ------- |
| Nombre de personnes: | 1672  | 1666    |
| Différence:          |       | -0,35 % |